# Jaʿfar al-Kalbī
Jaʿfar al-Kalbī detto Giafar I (in arabo ‎?; Sicilia, X secolo – Sicilia, 985) quinto emiro della dinastia kalbita che governò la Sicilia a partire dal 983 fino al 985.
Appartenente alla dinastia islamica sciita-ismailita dei Kalbiti di Sicilia, regnanti sull'Emirato indipendente di Sicilia, fu successore del cugino Jābir al-Kalbī deposto da una congiura.

## Biografia
Poche e scarne notizie storiche emergono sulla vita di questo Emiro; è dato solo sapersi che fu un cortigiano amante degli studi e il suo breve regno fu tranquillo e pacifico. Probabilmente morì nel 985 e gli successe il fratello ʿAbd Allāh al-Kalbī.